# Jean-Auguste Dampt

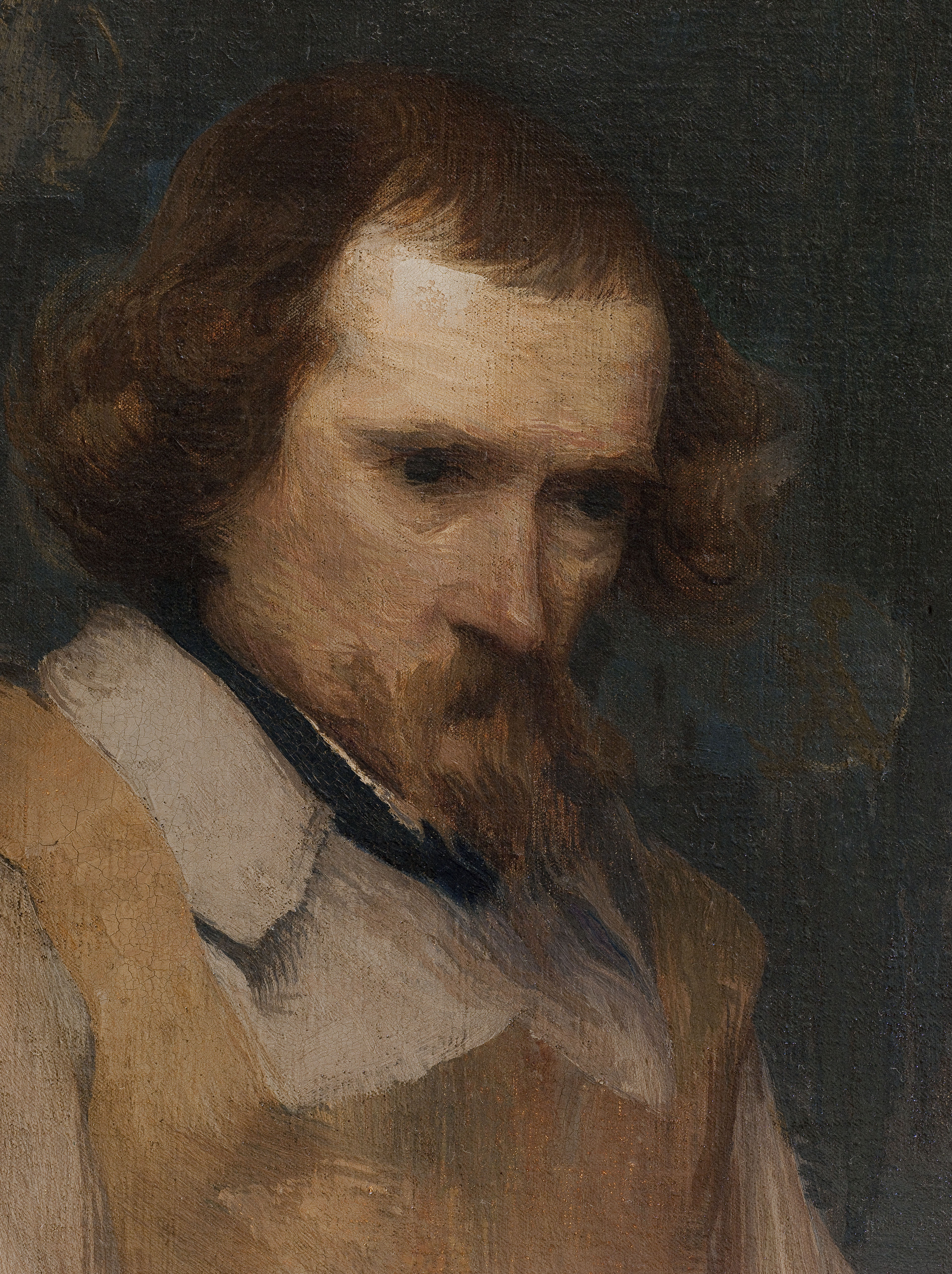
Jean-Auguste Dampt, porträtiert von Edmond Aman-Jean

Jean-Auguste Dampt (* 2. Januar 1854 in Venarey-les-Laumes; † 26. September 1945 in Dijon) war ein französischer Bildhauer.
Jean Auguste Dampt zählt zu den führenden Vertretern des Jugendstils. Seinen Kleinplastiken wird eine hohe Bedeutung zugemessen, er schuf aber auch eine Vielzahl an Kunstgewerblichem.
Seine Ausbildung erhielt er an der École des beaux-arts in Paris. Er war ein Mitglied der Académie des Beaux-Arts und wurde mit dem Prix de Rome sowie dem französischen Verdienstorden Ehrenlegion ausgezeichnet.

## Werke (Auswahl)

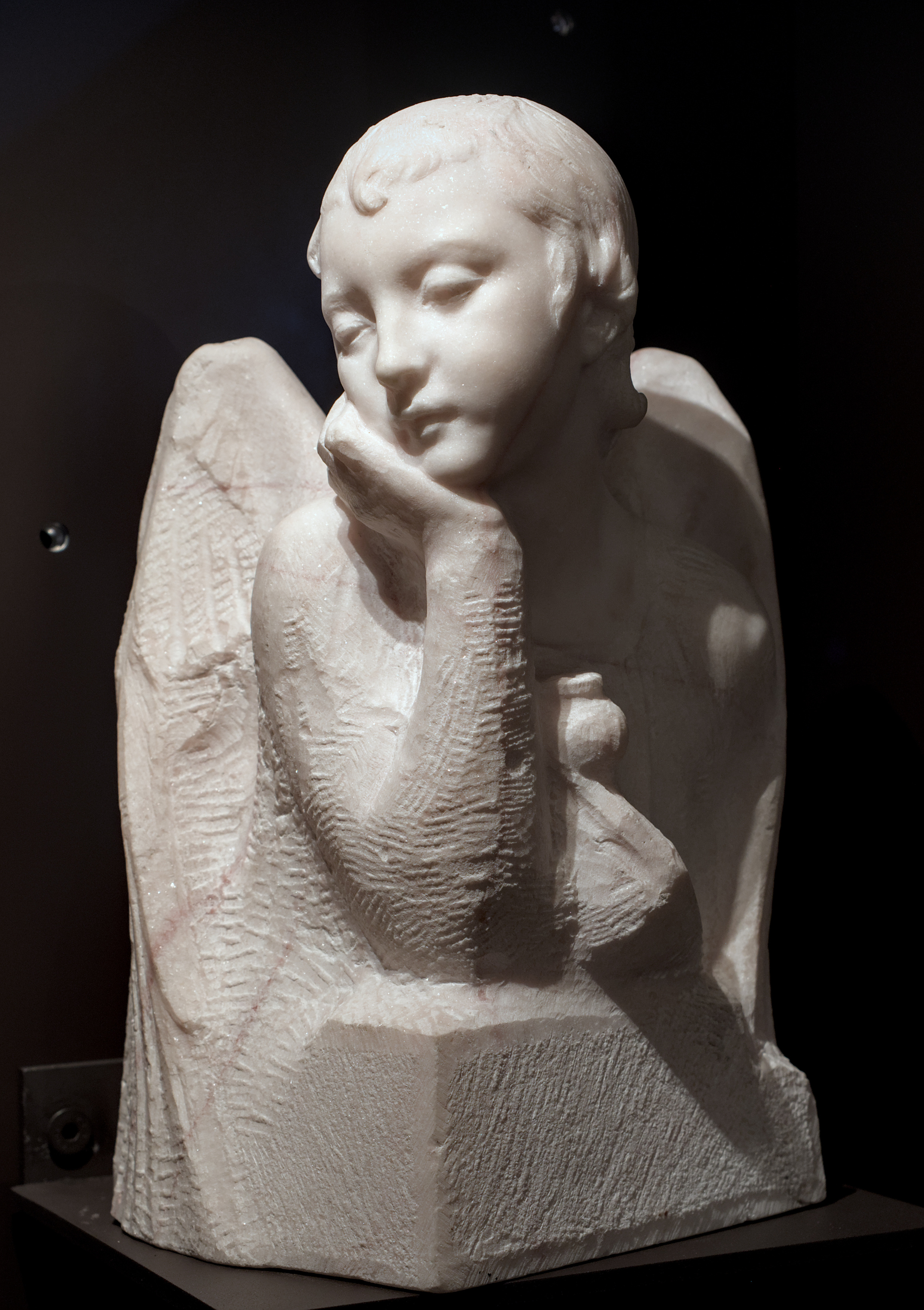
Ange du sommeil, um 1896, Dijon, Musée des Beaux-Arts
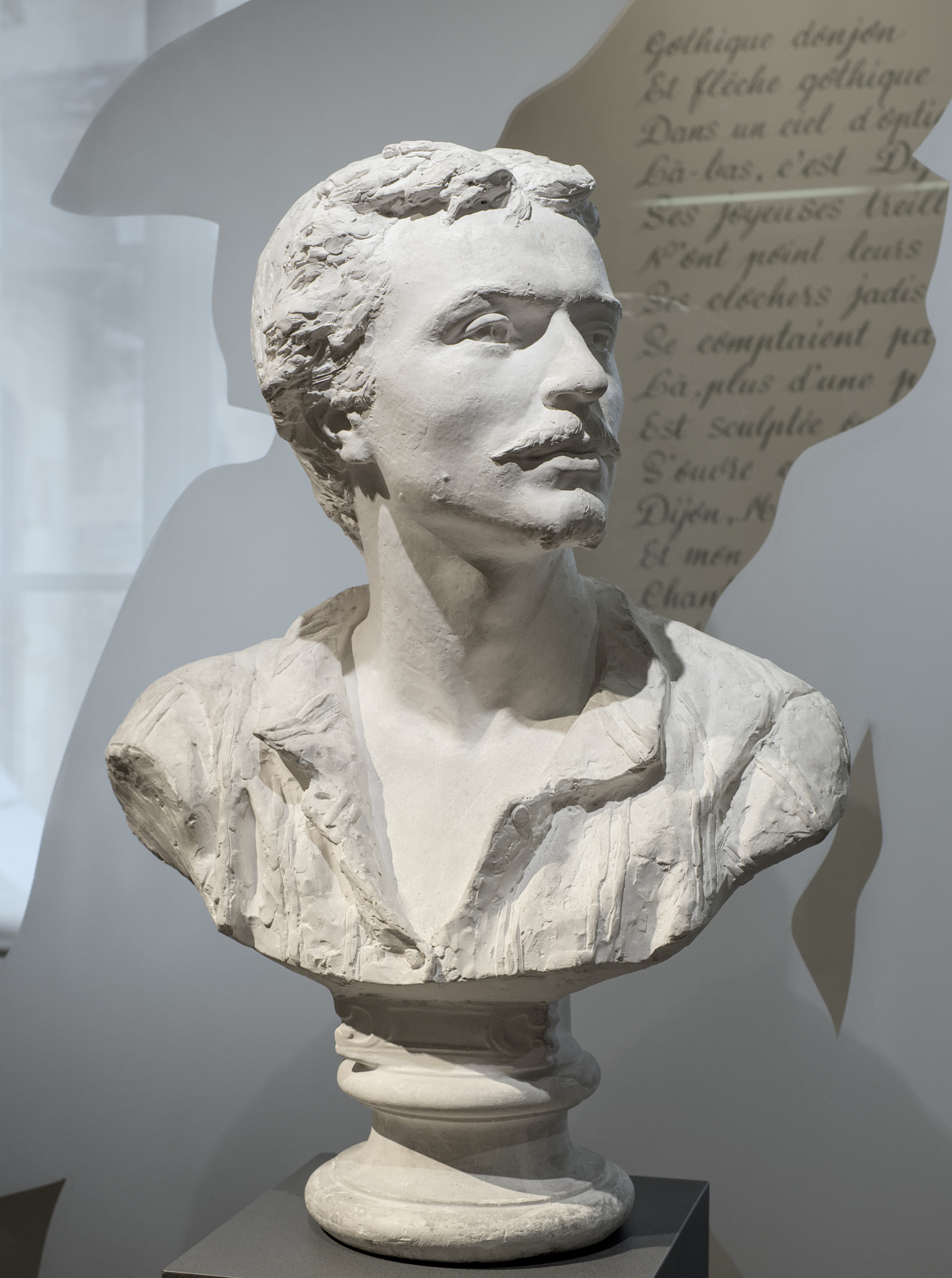
Büste von Édouard Paupion, Dijon, Musée de la vie bourguignonne
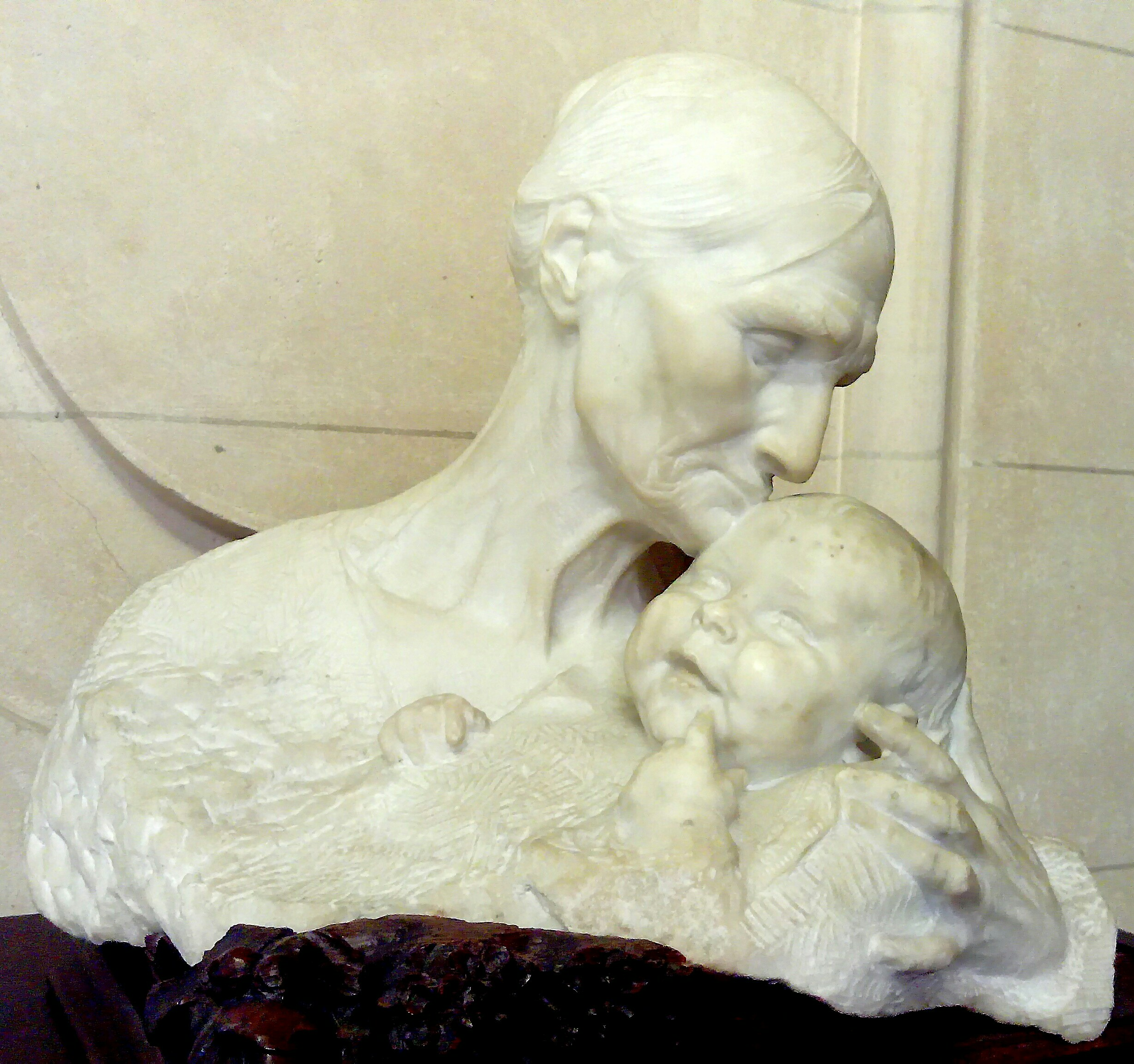
Le baiser de l'aïeule, 1892, Paris, Musée d'Orsay
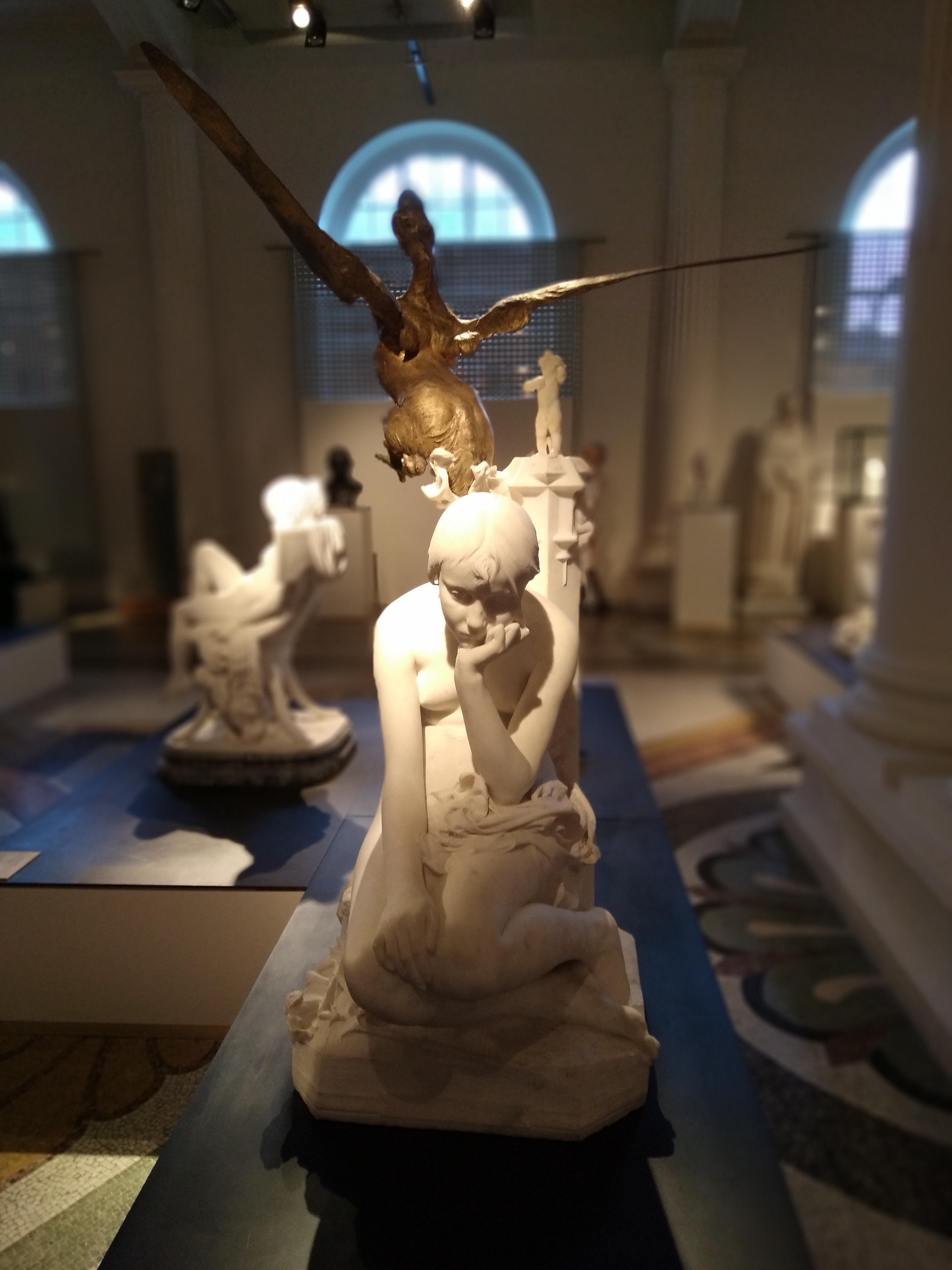
La Fin du rêve, 1889, Amiens, Musée de Picardie